# إسبن بوغ بيترسن
إسبن بوغ بيترسن (بالبوكمول: Espen Bugge Pettersen) هو لاعب كرة قدم نرويجي، ولد في 10 مايو 1980 في تونسبرغ في النرويج. شارك مع منتخب النرويج لكرة القدم. أما مع النوادي، فقد لعب مع نادي ساندفيورد ونادي سترومسغودست لكرة القدم ونادي سترومسغودست ونادي مولده.

## وصلات خارجية
- إسبن بوغ بيترسن على موقع اتحاد النرويج (النرويجية)
- إسبن بوغ بيترسن على موقع قاعدة بيانات كرة القدم.إي يو (الإنجليزية)
- إسبن بوغ بيترسن على موقع ناشيونال فوتبول تيمز (الإنجليزية)
- إسبن بوغ بيترسن على موقع Soccerway.com (الإنجليزية)
- إسبن بوغ بيترسن على موقع AS.com (الإسبانية)